# Bandeira de São Gonçalo do Amarante (Ceará)
A Bandeira de São Gonçalo do Amarante é um dos símbolos oficiais do município de São Gonçalo do Amarante, estado do Ceará, Brasil. Foi instituída pela Lei Municipal Nº 146, de 15 de julho de 1975, “Bandeira do Município de São Gonçalo do Amarante”. No texto da lei há o desenho, a distribuição das cores e o simbolismo das mesmas.

## Descrição
Seu desenho consiste em um retângulo dividido em três partes, dois triângulos retângulos, um do lado superior esquerdo e outro do lado inferior direito. Separando os triângulos há uma faixa diagonal branca. Há, ainda, sete estrelas de cinco pontas e mesmo tamanho na cor ouro distribuídas da seguinte maneira: duas na parte azul, três na parte branca e duas na parte verde. Todas as estrelas têm uma das pontas voltadas para baixo.

## Simbolismo
O conjunto das cores representa o equilíbrio harmonioso. Separadamente, cada cor possui um significado:
- Azul - o céu;
- Branco - a paz;
- Verde - o mar;
- Amarelo (ouro) - o sol.

As estrelas simbolizam os sete distritos do município e sua distribuição na bandeira é dada em função da posição geográfica dos mesmos no território municipal.
- As estrelas da parte azul representam os distritos de Cágado, a superior, e Serrote, a inferior;
- As da parte branca representam os distritos de Siupé, a superior, Taíba, a intermediária, e a inferior Croatá;
- As da parte verde representam Pecém, a superior e Umarituba, a inferior.